# Cerithiopsis pesa
Cerithiopsis pesa là một loài ốc biển, động vật chân bụng trong họ Cerithiopsidae. Nó được Dall and Bartsch mô tả năm 1911.